# Economía de Paraguay
La economía de Paraguay se caracteriza por la predominancia de los sectores de servicios, industriales y agroganaderos. Paraguay es la decimoquinta economía de América Latina en términos de PIB Nominal, y la decimotercera en cuanto al PIB a precios de paridad de poder adquisitivo (PPA). Paraguay es un país de ingreso medio-alto, y se ubica entre los diez países latinoamericanos con mayor PIB per cápita Nominal y PPA.
El sector industrial paraguayo se encuentra medianamente desarrollado, y se basa principalmente en el procesamiento de materias primas agrícolas y ganaderas. Es uno de los más grandes exportadores de azúcar (1.º), carne vacuna (8.º), soja (4.º), trigo (10.º, y el único país subtropical del mundo en producir este cereal). Con 4,5 % en 2023 es uno de los países con mayor crecimiento económico en la región. Cuenta con la 3.ª mayor flota de barcazas del mundo y es el mayor productor y exportador de energía hidroeléctrica limpia y renovable.
El 11,4% del PIB corresponde al sector agroganadero, el 33,5% al sector industrial, el 47,5% al sector servicios y el 7,6% a las tasas. Según datos del INE, unas 1.330.000 personas ―el 22,7% de la población― viven bajo la línea de pobreza, mientras que el 4,9% de la población total vive en extrema pobreza (289.000 personas).

## Historia
Según los datos del libro “Progreso, pobreza y exclusión, Una historia económica de América  Latina en el siglo XX”, los principales países a los que exportaba Paraguay desde 1913 hasta 1926, fueron Alemania, Francia, Argentina, EE. UU. y Uruguay entre otros. Las cifras  significativas son para Argentina, EE. UU. y Uruguay.
Los productos más exportados por Paraguay durante esta época son las pieles secas y saladas (cuero) y el extracto de quebracho (utilizado para el tratamiento del cuero). La industria de quebracho experimentó un gran crecimiento hasta convertirse en el principal producto exportado. Aparte de estos productos, la madera y el tabaco, seguidos por la yerba mate y las naranjas, constituían los principales productos exportados. G
En el siglo XX se producen tres grandes shocks que afectan a la economía a nivel mundial. Se trata de la Primera Guerra Mundial (1914-1919), La Gran Depresión (1929-1933) y la Segunda Guerra Mundial (1939-1945). Según los datos obtenidos de la base de datos de OXLAD, el shock que más afectó a Paraguay fue la Crisis del 29. Esta crisis fue el punto de partida para la industrialización de los países latinoamericanos. Las economías se cierran al comercio mundial, lo que hace que países como Paraguay reduzcan sus exportaciones e importaciones. 
Analizando las importaciones de los bienes de consumo, los intermedios y los de capital en el periodo de 1950 hasta 1980, en el caso de Paraguay podemos decir que los que más variaciones sufrieron fueron los intermedios y los de capital pues los de consumo se mantuvieron constantes. Datos del sector industrial sobre el PIB del país extraídos también de la base de datos OXLAD, se puede decir que la industrialización que logró Paraguay con este modelo fue escasa. En 1950 se situaba en torno al 16% y al finalizar el periodo, en 1980 llegaba hasta el 18%. Paraguay estaba menos preparado para la industrialización y su avance fue muy lento.
En esta misma época, desde 1958 hasta 1989, Paraguay estuvo sometido bajo la dictadura por el general Alfredo Stroessner. Gracias a la construcción de la represa de Itaipú, entre 1976 y 1981 se consiguió un gran crecimiento económico, Además se firmó un acuerdo con Argentina, Brasil y Uruguay para que Paraguay pudiese exportar sus productos. Uno de los inconvenientes fue que Paraguay exportaba materia prima con poco valor añadido e importaba bienes de capital con gran valor añadido. Durante la década de los 60 se hizo más notoria la presencia del Estado en la economía con monopolios en sectores como el cemento, acero, líneas aéreas, electricidad, etc.
Entre 1978 y 1981, los países latinoamericanos, Paraguay entre ellos, ven una mejora para sus exportaciones, y una generosa concesión de créditos internacionales por parte del sector privado. Para 1982 la mayoría de estos países habían sido afectados por la recesión económica y alcanzaron altos niveles de endeudamiento externo. Ante esta situación se produce un descenso del PIB per cápita en la década de los 80 y también de la inversión, por lo que se puede decir que la crisis de la deuda tiene relación con los niveles de PIB per cápita.
Tras la crisis de 1982 en Paraguay se observa como disminuye la inversión extranjera, lo hace durante toda la década rozando el valor 0 aunque podemos decir que no hubo salidas de capital pues para Paraguay. Fue en la década de los 90 cuando aumentó considerablemente la inversión extranjera en Paraguay.

## Comercio exterior
En 2020, el país fue el 93.º mayor exportador del mundo (US $ 7,6 millones en bienes, menos del 0,1 % del total mundial). En la suma de bienes y servicios exportados, alcanza los 13.200 millones de dólares y se ubica en el puesto 89 a nivel mundial. En términos de importaciones, en 2019 fue el 96.º mayor importador del mundo: 9.900 millones de dólares.
Los principales productos de exportación proceden de la actividad agroganadera: soja, carne bovina, maíz, piensos, aceites vegetales.
En cambio, Paraguay importa bienes industrializados: maquinaria, aparatos eléctricos, vehículos y productos químicos. Además de ello, el país importa el 100% del petróleo que consume.
En 2017, Brasil concentró el 31.9% de las exportaciones paraguayas seguido por Argentina (15.9%), Chile (6.9%) y Rusia (5.9%). Por otra parte, China suministro a Paraguay el 31.3%, de sus importaciones, seguido por Brasil (23.4%), Argentina (12.9%) y Estados Unidos (7.4%).
El país cuenta además con la tercera mayor zona de libre comercio del mundo: Ciudad del Este, después de Miami y Hong Kong.

## Economía por sectores

### Sector primario

#### Agricultura

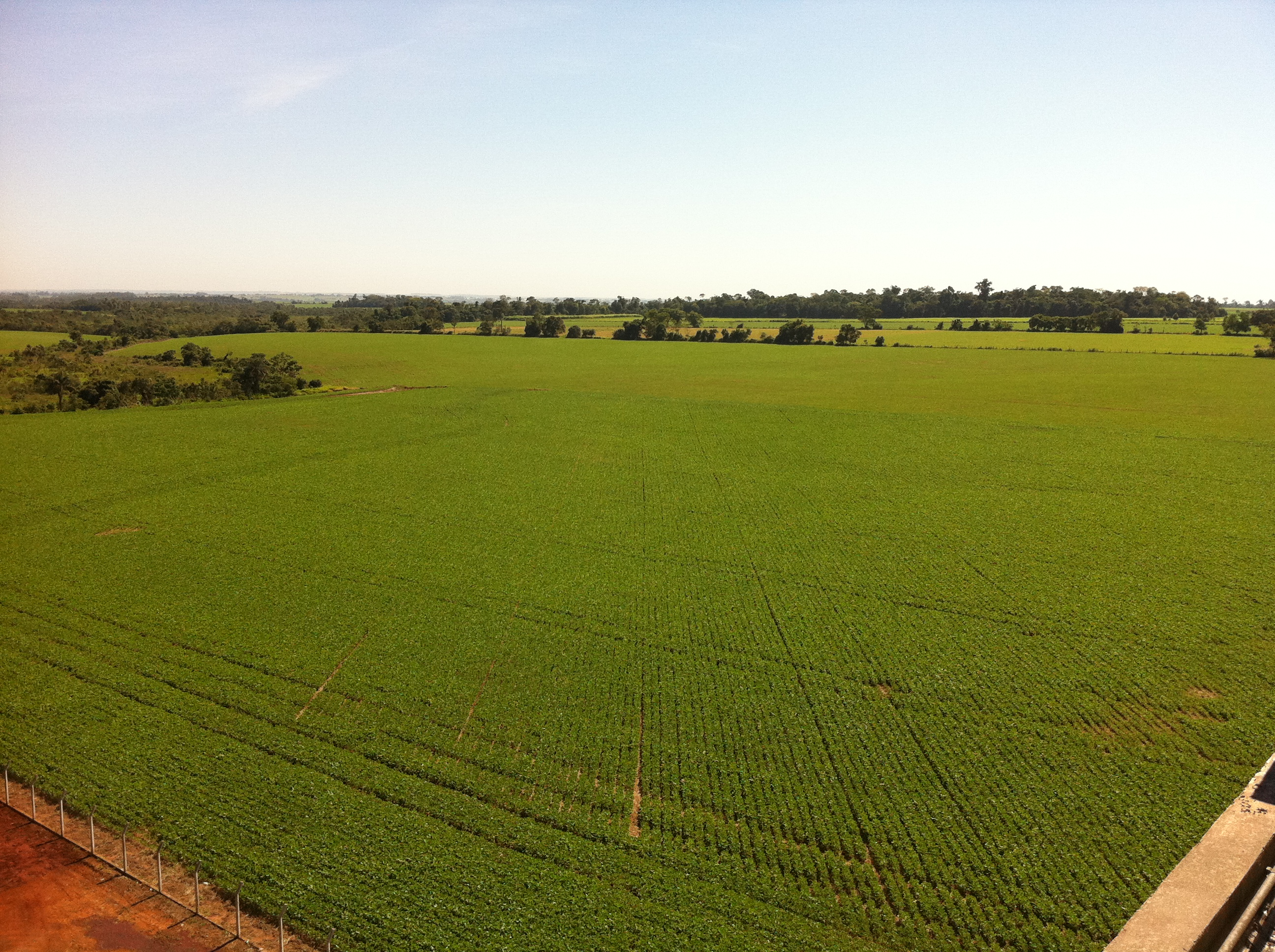
Plantación de soja en Caaguazú. Paraguay es el sexto productor de soja más grande del mundo.

En 2018, Paraguay fue el sexto mayor productor de soja en el mundo, con 11 millones de toneladas producidas (detrás de Estados Unidos, Brasil, Argentina, China e India). En el mismo año, el país produjo 5,3 millones de toneladas de maíz y 6,1 millones de toneladas de caña de azúcar, ubicándose en el puesto 21 del mundo en ambos; este año, el país también produjo 3,3 millones de toneladas de mandioca, 892 mil toneladas de arroz, 722 mil toneladas de trigo, 223 mil toneladas de naranja, 116 mil toneladas de yerba mate, 107 mil toneladas de sorgo, además de menores producciones de otros productos agrícolas.
Su agricultura está basada en la producción de trigo, soja y la ganadería con lo ya mencionado se exportará carne.
Sus tierras son reconocidas por sus calidades agrícolas y el gobierno promueve este desarrollo con un sistema tributario bajo.

#### Ganadería
En ganadería, Paraguay produjo, en 2019: 481 mil toneladas de carne vacuna (Vigésimo sexto productor mundial), 74 mil toneladas de carne de pollo, 58 mil toneladas de cerdo, 326 millones de litros de leche de vaca, entre otros.
La actividad ganadera y el sector lechero se desarrollan principalmente en la región de la sabana del Gran Chaco, al oeste del país.
En 2010, Paraguay logró ser el octavo más grande exportador mundial de carne vacuna, de acuerdo al USDA, siendo que al este del país, en la región conocida como Campo 9, de esta desarrollando la más nueva cuenca lechera, con la instalación de la primera planta de leche en polvo del país, y nuevas unidades de lecre industrializada, tanto para producir para el mercado interno, como visando la exportación, especialmente a Brasil.[cita requerida]
El ganado porcino se destina más al mercado interno, y la cría de ovejas se realiza por la lana, ya que se destina a la exportación y también a nivel local es utilizado en prendas artesanales de invierno.

### Sector secundario

#### Industria

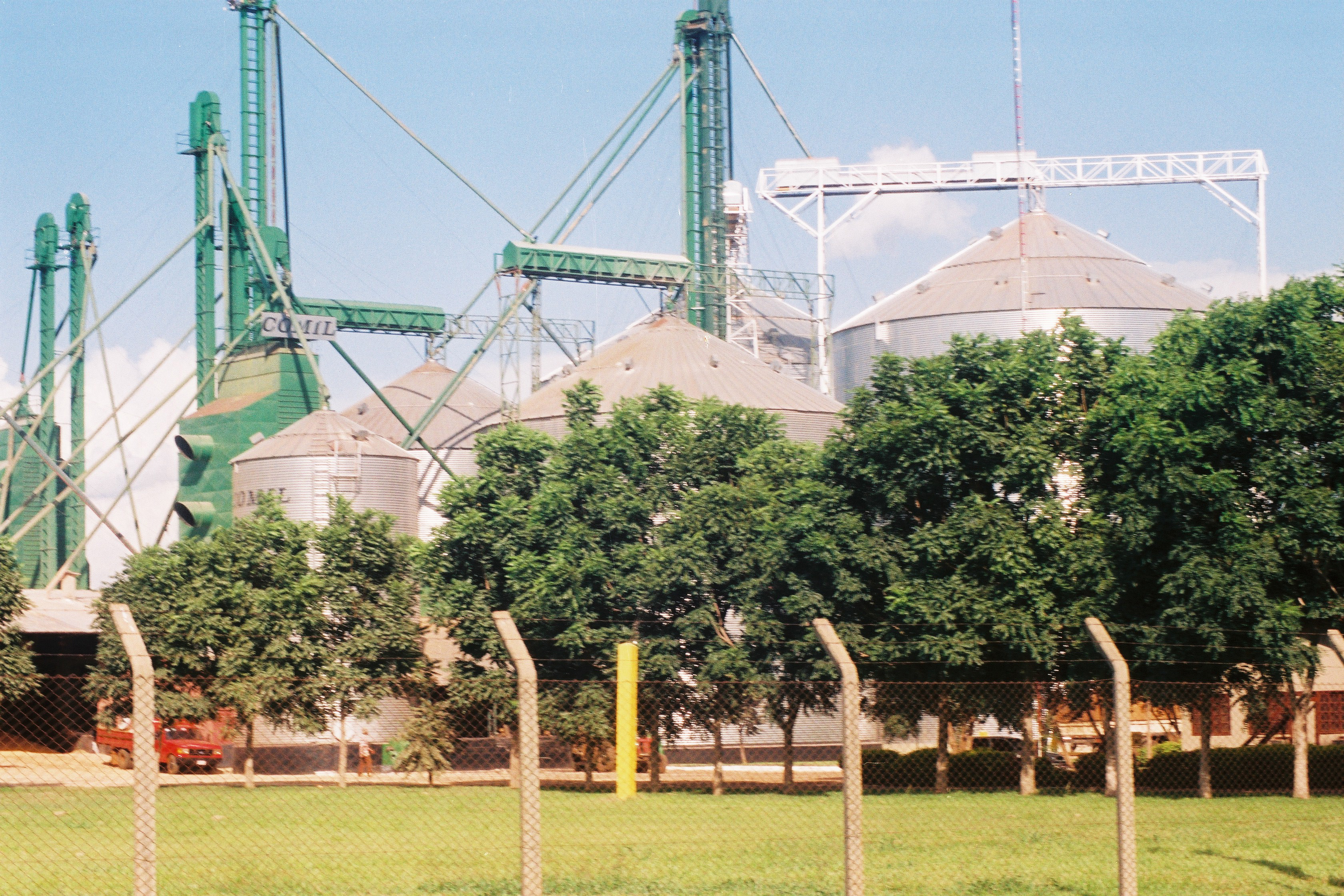
Industria procesadora de soja en Paraguay.

El Banco Mundial enumera los principales países productores cada año, según el valor total de la producción. Según la lista de 2019, Paraguay tenía la 79.ª industria más valiosa del mundo (US $ 6,9 mil millones).
El país fue el séptimo productor mundial de aceite de soja en 2018.
El sector industrial produce aproximadamente 25% del producto interno bruto de Paraguay (PIB) y emplea a cerca de 18% de la fuerza laboral (II trimestre de 2011, de acuerdo a la última Encuesta Continuada de Empleo del INE) La producción creció un 6,0% en 2010, continuando la recuperación iniciada en 2003, desde el estancamiento del período 1998-2002.
Tradicionalmente, en economía agrícola, el Paraguay está mostrando algunas señales de crecimiento industrial a largo plazo. La industria farmacéutica ya produce el 60% de lo que es consumido en el país, exportando por casi 40 millones de dólares estadounidenses anualmente. La industria metalmecánica también se afianza, siendo que el país ya ocupa la cuarta ubicación como más grande fabricante de motocicletas de Sudamérica, con más de 230.000 motos producidas anualmente. Autopartes, motopartes, partes de camiones, chasis, piezas para hidroeléctricas, barcazas y otras embarcaciones, también crecen aceleradamente. Solo en el primer semestre de 2011, las exportaciones paraguayas de máquinas y equipamientos metalmecánicos e electrónicos alcanzaron 15 millones de dólares estadounidenses, siendo que deben alcanzar sobre los 50 millones al fin de año. El mismo ritmo se da en otros sectores, como plásticos, confecciones, calzados y químicos en general. Por otra parte, la agroindustria se afianza.
La más grande industria paraguaya continúa siendo la producción de energía eléctrica de Itaipú e Yacyretá, que contribuyen anualmente con 1600 millones de dólares estadounidenses al PIB industrial. Otro rubro industrial importante es de cigarrillos, calculado en alrededor de 700 millones de dólares estadounidenses anuales en ventas. Por su parte, las industrias lácteas ya procesan 550 millones de litros anualmente, siendo que la producción de cerveza va hacía 300 millones de litros, en sus dos empresas, CERVEPAR y Cervecería Asunción. Y la producción de gaseosas cola ya supera los 500 millones de litros anuales.

#### Construcción
El sector de la construcción tuvo gran participación en el aumento del producto interno bruto (PIB) en 2010, teniendo una reducción del desempleo del 6.4% a 5.7% en comparación con el año 2009 según Dirección General de Estadísticas, Encuestas y Censos (DGEE).
La población activa del Paraguay tuvo una caída desde 3 163 241 (2009) hasta 3 094 307 (2010), lo que indica que en total disminuyeron 68 934 personas por otro lado la población inactiva tuvo un aumento de 1 865 334 personas (2009) a 2 016 702 en el año 2010, totalizando así a 151 368 personas. Estos resultados fueron obtenidos a través del gran auge que tuvo del sector de la construcción totalizando el crecimiento del PIB en 15.3%.
Aproximadamente el 54.8% se desempeña en el sector terciario (comercio, servicio, transporte y establecimientos financieros). El sector primario o extractivo (agricultura o ganadería) 26.9% y sector secundario 18.2%. Según el informe del INE.

#### Sector energético

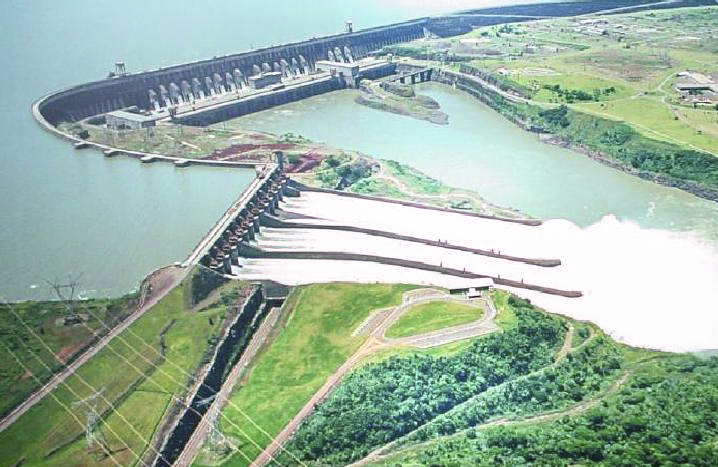
Hidroeléctrica Itaipú.

Hasta los años 1970, toda la energía eléctrica utilizada en Paraguay provenía de usinas termoelétricas. En 1970, entre tanto, fue inaugurada la usina hidroeléctrica de Acaray, a fin de transformar el país en exportador de electricidad a Brasil y a Argentina. En 1984 entró en operación la primera unidad generadora de la usina hidroeléctrica de Itaipú. Esta usina fue resultado de una cooperación entre Paraguay y Brasil, que hizo de Paraguay uno de los mayores exportadores de energía eléctrica. En 1994 entró en funcionamiento la primera unidad generadora de la Represa de Yacyretá, obra emprendida por el Paraguay y la Argentina.
Este sector viene sufriendo importante revolución con la descubierta de grandes yacimientos de titanio y uranio en los últimos cinco años. En relación con el titanio, hay indicios de que en el este del país, próximo a Brasil, se encuentran los más grandes yacimientos del mundo, siendo que recién se inició la producción de una planta piloto. En el departamento de Caazapá, se están terminando las excavaciones exploratorias de una gran reserva de uranio.

### Sector terciario

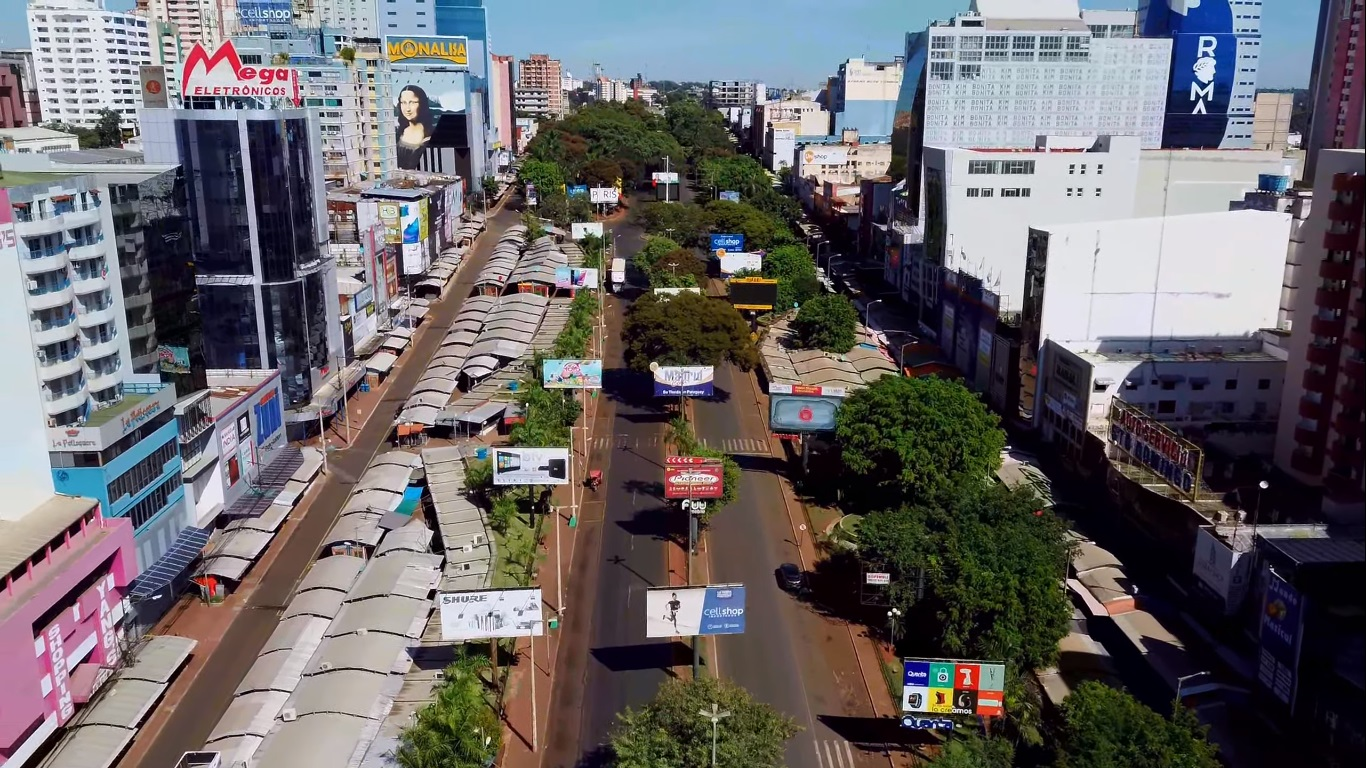
Comercio en Ciudad del Este, en la frontera con Brasil.

#### Comercio
Paraguay tradicionalmente se caracterizó por un importante sector informal, el cual movilizó el turismo de compras por turistas y comerciantes argentinos y brasileños, que se abastecían de productos como electrodomésticos, tabacos y alcoholes, ofrecidos a un menor precio que en los países vecinos. Durante los últimos años, este sector se encuentra amenazado por estrictos controles por autoridades aduaneras brasileñas, y por las pretensiones hacia una mayor cobertura impositiva por parte del Gobierno del Paraguay. Los trabajadores y vendedores que operan a su cuenta y sin registro aún componen una importante parte de la población trabajadora.

#### Turismo
En 2018, Paraguay recibió 1,1 millones de turistas internacionales. Los ingresos por turismo este año fueron de $ 300 millones.

## Transportes

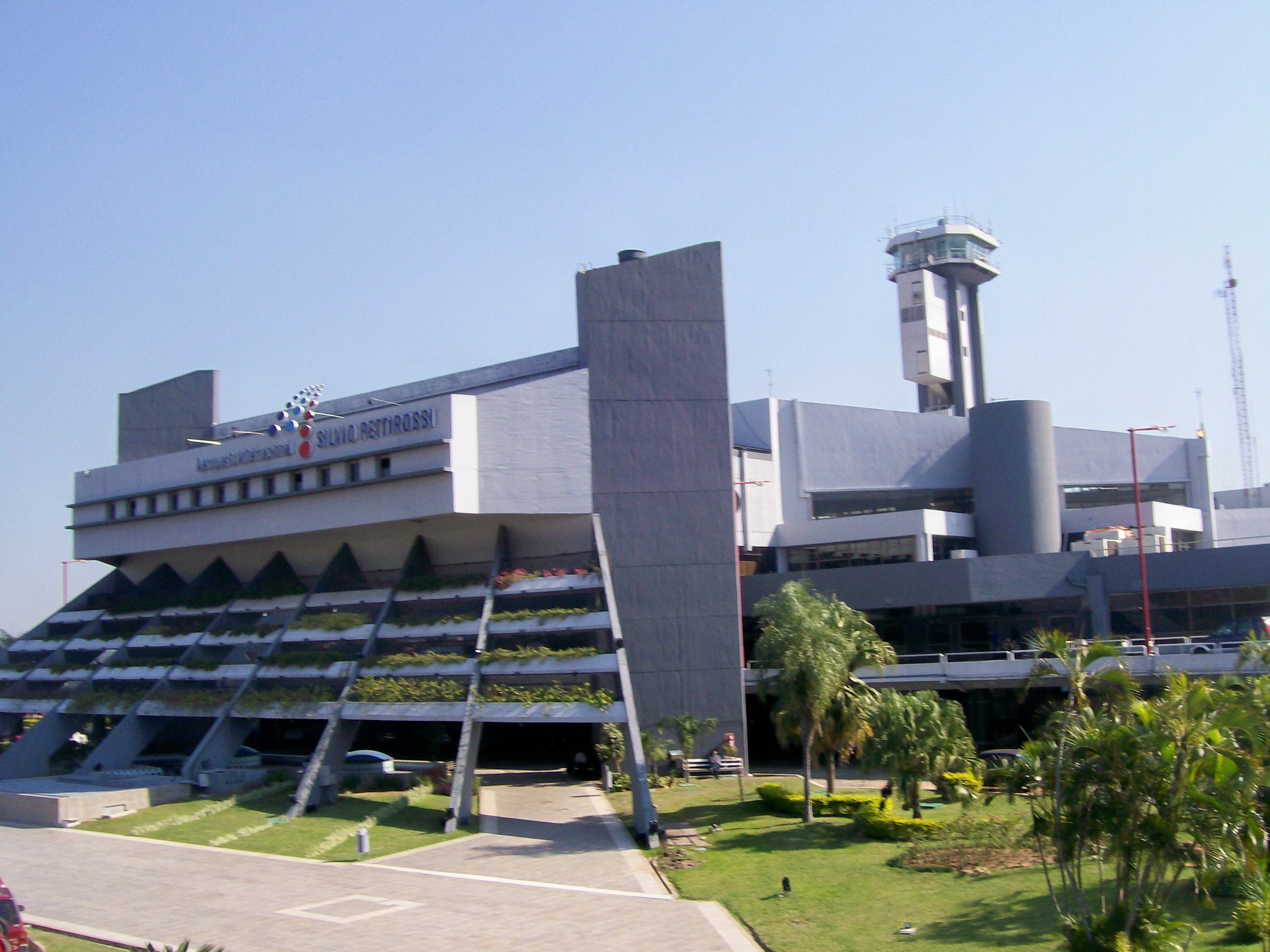
Aeropuerto Internacional Silvio Pettirossi.

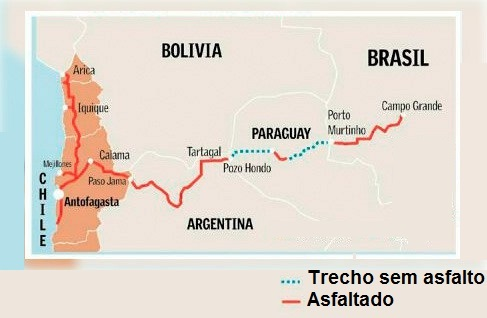
Ruta bioceánica entre Brasil, Paraguay, Argentina y Chile, diseño de ruta decidido en 2017

Paraguay cuenta con 6200 km de rutas asfaltadas, de acuerdo a un informe del Ministerio de Obras Públicas y Comunicaciones, MOPC. Eso significa que la densidad de rutas asfaltadas por millón de habitantes era de 826, casi similar a la brasilera. Otros 3800 km de rutas enripiadas y empedradas forman parte del inventario de rutas pavimentadas del país.
Recientemente, Paraguay ha estado invirtiendo en la construcción de una carretera completamente nueva, el Corredor Bioceánico, que cortará el norte del país en una línea horizontal, conectando Brasil con Argentina y los puertos del norte de Chile. La obra abrirá una nueva ruta para la exportación de productos a Asia y posibilitará el desarrollo de una región aislada del Paraguay, el Chaco. En agosto de 2020, el país ya había completado 106 km de carretera. La conclusión estaba programada para febrero de 2023.
La hidrovía Paraná - Paraguay es el más importante medio de comunicación del país, absorbe actualmente 75% del comercio exterior paraguayo, moviendo alrededor de 21 millones de toneladas de productos de importación-exportación en 2011, generando 550 millones de dólares estadounidenses solamente en fletes, de acuerdo al Centro de Armadores Fluviales del Paraguay.
El uso de la hidropesía abarató en 60% el transporte de granos del país, en relación con el antiguo uso del puerto brasilero de Paranaguá, hacía donde la producción iba en camiones.
La red ferroviaria se encuentra actualmente casi abandonada, siendo solo utilizado un pequeño tramo de vías en Encarnación para la conexión con la ciudad Argentina de Posadas, pero existen varios proyectos tanto públicos como privados para repotenciar este sector, como ser el tren cercanías entre Asunción e Ypacarai encarado por el estado y tren interno de Encarnación proyectado por la Koica.

## Evolución histórica del PIB per cápita
Paraguay es la décima quinta economía de América Latina con un PIB de 44 mil millones de dólares en 2023. Si se divide el PIB por la cantidad de población (6.1 millones de habitantes), el resultado sale de 7 162 dolares nominales por cada paraguayo, posicionándolo en el puesto 10.º de riqueza por habitante en Latinoamérica entre veinte países.

### Década de 1960 y Década de 1970
El PIB per cápita de Paraguay a mediados de los Años 60 fue de 184 Dólares. A finales de la década (1969), Paraguay llegó a los 213 Dólares, habiendo elevado en un 15,7% su PIB per cápita con respecto a 1960. 
El PIB per cápita de Paraguay a principios de los Años 70 fue de 222 Dólares. A finales de la década (1979), Paraguay llegó a los 3.013 Dólares, habiendo elevado en un 356,3% su PIB per cápita con respecto a 1970.  
| Año  | PIB per cápita en Dólar US$ | Año  | PIB per cápita en Dólar US$ |
| 1960 | Sin cambios                 | 1970 | 222 Dólares                 |
| 1961 | Sin cambios                 | 1971 | 240 Dólares                 |
| 1962 | Sin cambios                 | 1972 | 269 Dólares                 |
| 1963 | Sin cambios                 | 1973 | 334 Dólares                 |
| 1964 | Sin cambios                 | 1974 | 440 Dólares                 |
| 1965 | 184 Dólares                 | 1975 | 484 Dólares                 |
| 1966 | 189 Dólares                 | 1976 | 538 Dólares                 |
| 1967 | 197 Dólares                 | 1977 | 652 Dólares                 |
| 1968 | 203 Dólares                 | 1978 | 780 Dólares                 |
| 1969 | 213 Dólares                 | 1979 | 1.013 Dólares               |

### Década de 1980 y Década de 1990
El PIB per cápita de Paraguay a principios de los Años 80 fue de 1.285 Dólares. A finales de la década (1989), Paraguay llegó a los 967 Dólares, habiendo decrecido en un 32,8% su PIB per cápita con respecto a 1980. 
El PIB per cápita de Paraguay a principios de los Años 90 fue de 1.172 Dólares. A finales de la década (1999), Paraguay llegó a los 1.603 Dólares, habiendo elevado en un 36,7% su PIB per cápita con respecto a 1990. 
| Año  | PIB per cápita en Dólar US$ | Año  | PIB per cápita en Dólar US$ |
| 1980 | 1.285 Dólares               | 1990 | 1.172 Dólares               |
| 1981 | 1.591 Dólares               | 1991 | 1.568 Dólares               |
| 1982 | 1.618 Dólares               | 1992 | 1.574 Dólares               |
| 1983 | 1.743 Dólares               | 1993 | 1.563 Dólares               |
| 1984 | 1.375 Dólares               | 1994 | 1.663 Dólares               |
| 1985 | 1.141 Dólares               | 1995 | 1.876 Dólares               |
| 1986 | 1.321 Dólares               | 1996 | 1.986 Dólares               |
| 1987 | 1.073 Dólares               | 1997 | 1.981 Dólares               |
| 1988 | 1.377 Dólares               | 1998 | 1.758 Dólares               |
| 1989 | 967 Dólares                 | 1999 | 1.603 Dólares               |

### Década de 2000 y Década de 2010
El PIB per cápita de Paraguay a principios de los Años 2000 fue de 1.675 Dólares. A finales de la década (2009), Paraguay llegó a los 3.622 Dólares, habiendo elevado en un 116,2% su PIB per cápita con respecto al año 2000.
El PIB per cápita de Paraguay a principios de los Años 10 fue de 4.347 Dólares. Hasta mediados de la década (2014), Paraguay llegó a los 6.050  Dólares, habiendo elevado en un 39,2% su PIB per cápita con respecto al año 2010.
| Año  | PIB per cápita en Dólar US$ | Año  | PIB per cápita en Dólar US$ |
| 2000 | 1.675 Dólares               | 2010 | 4.347 Dólares               |
| 2001 | 1.577 Dólares               | 2011 | 5.299 Dólares               |
| 2002 | 1.312 Dólares               | 2012 | 5.151 Dólares               |
| 2003 | 1.377 Dólares               | 2013 | 5.882 Dólares               |
| 2004 | 1.693 Dólares               | 2014 | 6.050 Dólares               |
| 2005 | 1.857 Dólares               | 2015 | 5.353 Dólares               |
| 2006 | 2.284 Dólares               | 2016 | 5.259 Dólares               |
| 2007 | 2.988 Dólares               | 2017 | 5.609 Dólares               |
| 2008 | 4.047 Dólares               | 2018 | 5.934 Dólares               |
| 2009 | 3.622 Dólares               | 2019 | 5.692 Dólares               |

### Década de 2020
El PIB per cápita de Paraguay a principios de los Años 20 fue de 5.905 Dólares según el Fondo Monetario Internacional, extraído del informe semestral de abril de 2023 con proyecciones hasta 2028.
| Año  | PIB per cápita en Dólar US$ | Año         | PIB per cápita en Dólar US$ |
| 2020 | 5.905 Dólares               | 2025 (est.) | 7.659 Dólares               |
| 2021 | 6.598 Dólares               | 2026 (est.) | 8.127 Dólares               |
| 2022 | 6.866 Dólares               | 2027 (est.) | 8.502 Dólares               |
| 2023 | 7.117 Dólares               | 2028 (est.) | 8.893 Dólares               |
| 2024 | 7.368 Dólares               | 2029 (est.) | 9.304 Dólares               |

## Exportaciones
Paraguay es considerado una de las nuevas potencias agrícolas, [cita requerida]produciendo 15 millones de toneladas de granos en el 2011.
El agronegocio se viene diversificando también a otros rubros, por la agroindustrialización como caña de azúcar, mandioca y sésamo, desplazando el algodón como primer producto campesino de renta.[cita requerida]
En 2010, el agro y la ganadería ocuparon alrededor de 30% de la PEA, de acuerdo a la última Encuesta Permanente de Hogares, del Instituto Nacional de Estadística. En la actualidad Paraguay es el quinto país con menos PIB PPA per cápita de Sudamérica, por delante de Bolivia, Perú, Ecuador y Venezuela.
Se resalta que en el 2014 el cultivo de la Stevia en Paraguay alcanzó una superficie sembrada de 2300 hectáreas que produjeron 3680 toneladas en el año 2014 según estimaciones de la Dirección Nacional de Censos y Estadísticas del Ministerio de Agricultura y Ganadería (citada por Acosta, 2015,p.3)
| Principales Productos exportados por Paraguay en 2014    | Principales Productos exportados por Paraguay en 2014 | Principales Productos exportados por Paraguay en 2014 | Principales Productos exportados por Paraguay en 2014 |
| N.º                                                      | Producto                                              | Valor de exportación                                  | Porcentaje                                            |
| -------------------------------------------------------- | ----------------------------------------------------- | ----------------------------------------------------- | ----------------------------------------------------- |
| 1°                                                       | Soja                                                  | USD 2.300 millones                                    | 30 %                                                  |
| 2°                                                       | Harina de Soja                                        | USD 1.160 millones                                    | 15 %                                                  |
| 3°                                                       | Congelados de Carne Bovina                            | USD 825 millones                                      | 11 %                                                  |
| 4°                                                       | Aceite de Soja                                        | USD 480 millones                                      | 6,2 %                                                 |
| 5°                                                       | Carne Bovina                                          | USD 450 millones                                      | 5,8 %                                                 |
| 6°                                                       | Maíz                                                  | USD 390 millones                                      | 5,1 %                                                 |
| 7°                                                       | Cueros y Pieles de Bovino                             | USD 224 millones                                      | 2,9 %                                                 |
| 8°                                                       | Arroz                                                 | USD 174 millones                                      | 2,3 %                                                 |
| 9°                                                       | Variedad de Semillas Oleaginosas                      | USD 123 millones                                      | 1,6 %                                                 |
| 10°                                                      | Cables Aislados                                       | USD 92,9 millones                                     | 1,2 %                                                 |
| 11°                                                      | Azúcar Crudo                                          | USD 85,3 millones                                     | 1,1 %                                                 |
| Fuente: Observatorio de Economía y Comlejidad OEC (2014) |                                                       |                                                       |                                                       |

##### Importaciones
Se presentan a continuación las mercancías de mayor peso en las importaciones de Paraguay para el período 2010-hasta octubre de 2015. Las cifras están expresadas en dólares estadounidenses valor FOB.

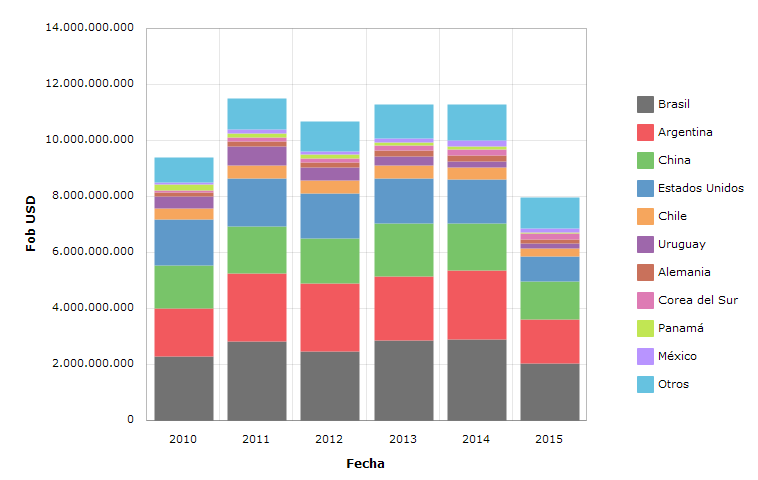
Importaciones de Paraguay del periodo 2010-hasta octubre de 2015 expresadas en USD valor FOB. [http://trade.nosis.com/es/Comex/Importacion-Exportacion/Paraguay/Todas-las-posiciones-arancelarias/PY/00 Fuente

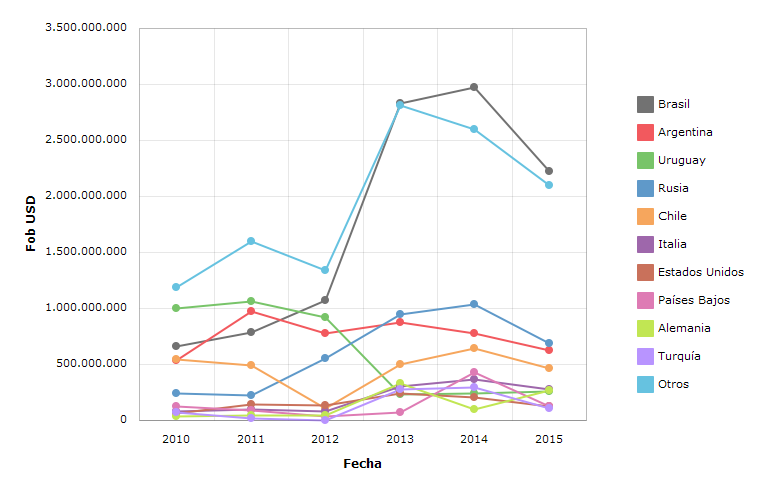
Exportaciones de Paraguay del periodo 2010-hasta octubre de 2015 expresadas en USD valor FOB. [http://trade.nosis.com/es/Comex/Importacion-Exportacion/Paraguay/Todas-las-posiciones-arancelarias/PY/00 Fuente

| Fecha Mercadería por capítulo arancelario                                                                            | 2010          | 2011           | 2012           | 2013           | 2014           | enero-octubre de 2015 |
| --- | ------------- | -------------- | -------------- | -------------- | -------------- | --------------------- |
| 85 - Máquinas, aparatos y material eléctrico, y sus partes.                                                          | 1.935.179.799 | 1.947.358.261  | 1.665.436.573  | 1.781.463.390  | 1.553.286.703  | 1.045.489.111         |
| 27 - Combustibles minerales, aceites minerales y productos de su destilación; materias bituminosas; ceras minerales. | 1.089.151.140 | 1.524.686.285  | 1.708.265.247  | 1.589.228.825  | 1.710.791.093  | 1.056.933.389         |
| 84 - Calderas, máquinas, aparatos y artefactos mecánicos; partes de estas máquinas o aparatos.                       | 1.378.331.342 | 1.686.111.515  | 1.403.312.472  | 1.559.395.964  | 1.467.206.349  | 939.778.927           |
| 87 - Vehículos automóviles, tractores, velocípedos y demás vehículos terrestres, sus partes y accesorios.            | 830.154.458   | 1.140.666.362  | 989.945.282    | 1.082.893.065  | 1.117.979.865  | 824.908.310           |
| 31 – Abonos. | 314.731.024   | 496.121.923    | 448.946.102    | 489.507.977    | 493.777.380    | 359.726.212           |
| 95 - Juguetes, juegos y artículos para recreo o deporte; sus partes y accesorios.                                    | 542.977.843   | 523.737.262    | 387.022.539    | 326.379.981    | 322.630.893    | 187.976.989           |
| 38 - Productos diversos de las industrias químicas.                                                                  | 238.454.013   | 290.852.186    | 285.139.023    | 347.210.069    | 368.202.741    | 321.036.000           |
| 39 - Plásticos y sus manufacturas.                                                                                   | 240.132.918   | 309.216.759    | 305.097.682    | 340.715.579    | 360.596.891    | 290.574.350           |
| 72 - Fundición, hierro y acero.                                                                                      | 175.994.863   | 235.107.449    | 228.460.849    | 262.043.879    | 306.210.592    | 188.194.613           |
| 40 - Caucho y sus manufacturas.                                                                                      | 201.673.403   | 269.506.363    | 213.160.645    | 235.970.063    | 221.209.739    | 161.788.800           |
| Demás capítulos. | 2.453.062.486 | 3.078.822.702  | 3.054.813.499  | 3.287.260.672  | 3.377.434.947  | 2.576.244.134         |
| Total | 9.399.843.289 | 11.502.187.067 | 10.689.599.913 | 11.302.069.464 | 11.299.327.193 | 7.952.650.835         |

##### Exportaciones
Se presentan a continuación los principales socios comerciales de Paraguay para el periodo 2010-hasta octubre de 2015. La mayoría de sus importadores están en el Mercosur, Asia y Europa salvo Estados Unidos. Las cifras expresadas son en dólares estadounidenses valor FOB.
| Fecha País importador | 2010          | 2011          | 2012          | 2013          | 2014          | enero-octubre de 2015 |
| --------------------- | ------------- | ------------- | ------------- | ------------- | ------------- | --------------------- |
| Brasil                | 660.500.852   | 782.880.664   | 1.067.411.287 | 2.833.840.902 | 2.969.219.981 | 2.221.496.914         |
| Argentina             | 538.129.809   | 972.618.851   | 776.661.897   | 879.129.751   | 776.070.743   | 626.114.140           |
| Uruguay               | 995.706.318   | 1.061.600.274 | 919.675.858   | 230.566.962   | 244.893.344   | 262.496.898           |
| Rusia                 | 238.659.078   | 224.914.123   | 551.183.118   | 946.674.719   | 1.036.818.864 | 691.599.602           |
| Chile                 | 547.406.612   | 488.549.225   | 103.013.614   | 500.932.880   | 644.961.247   | 466.163.674           |
| Italia                | 77.657.036    | 99.320.691    | 81.151.334    | 302.935.279   | 370.131.694   | 275.064.529           |
| Estados Unidos        | 63.730.337    | 146.476.702   | 137.726.730   | 245.382.115   | 203.137.704   | 121.401.097           |
| Países Bajos          | 126.453.322   | 87.285.783    | 32.015.033    | 74.743.204    | 424.723.595   | 128.017.230           |
| Alemania              | 34.205.531    | 41.221.246    | 48.290.923    | 329.844.798   | 96.090.255    | 265.767.744           |
| Turquía               | 67.724.742    | 17.227.047    | 1.480.650     | 275.547.031   | 292.170.622   | 108.559.929           |
| Resto del mundo       | 1.183.603.878 | 1.595.282.169 | 1.339.462.977 | 2.812.743.320 | 2.598.329.781 | 2.097.573.209         |
| Total                 | 4.533.777.515 | 5.517.376.775 | 5.058.073.421 | 9.432.340.961 | 9.656.547.830 | 7.264.254.966         |

#### Tecnologías de la información y la comunicación (TIC)
La mayoría de los periódicos del país son publicados en Asunción, siendo que algunos diarios y semanarios también son publicados en las principales ciudades del interior, como Ciudad del Este y Encarnación.
Hay más de una centena de revistas de todas las categorías, con una tirada anual cercana a 12 millones de ejemplares.
La empresa COPACO S. A. (Compañía Paraguaya de Comunicaciones Sociedad Anónima) está encargada de la prestación de los servicios de telecomunicaciones línea fija, que en 2011 llegó a 450.000&nababs;hogares, mientras las cuatro operadoras de celular llegaron a un total de 6,5 millones de líneas, con una facturación de 863&nababs;millones de dólares estadounidenses, de acuerdo a CONTRATELA y el Ministerio de Hacienda.
Eso significa que la densidad de líneas de telefonía, celular + fija, llegó a aproximadamente 114 para cada 100 habitantes.
En cuanto a Internet, en 2010 35% de los paraguayos accedían al menos dos veces por semana a la red, de acuerdo al INE, en su Encuesta de Hogares 2010.
Alrededor de 92% de los paraguayos tienen acceso a la televisión, siendo que 30%, a la TV prepaga, aunque más de un tercio de los paraguayos vivan en el área rural, aun así, importantes empresas de tecnología están invirtiendo fuertemente en la economía local.
Con el crecimiento de las comunicaciones en los últimos años, la publicidad alcanzó una inversión de más de 350 millones de dólares estadounidenses en 2011, de acuerdo a la Cámara Paraguaya de Anunciantes (CAPE).

## Desarrollo
Paraguay es uno de los países de mayor desigualdad en la distribución de ingresos y de la tierra en América Latina, estas grandes desigualdades se reflejan en los bajos niveles de desarrollo humano de sus habitantes, que al mismo tiempo genera un impacto negativo sobre las posibilidades de un desarrollo económico.
Paraguay, puede ubicarse como un país que ha implementado un modelo de economía de mercado con intervención estatal, principalmente en el área de los servicios básicos, sistema de crediticio y pensiones. En relación con la distribución del ingreso y la evolución de esta en el tiempo, se podría indicar que existe un comportamiento regresivo, por lo que toma una relevancia fundamental al momento de planificar y evaluar las políticas del Estado, una visión sobre planes para mejorar la equidad.
La propiedad inmobiliaria rural tiene un trato y régimen legal distinto al de la propiedad en general, basado en que la tierra tiene una función productiva, económica y social. En el ordenamiento legal paraguayo, es la ley llamada Estatuto Agrario la que reglamenta la garantía constitucional sobre la propiedad, fija sus límites y establece sus contenidos.
La ley considera que un inmueble rural cumple con su función económica y social cuando se ajusta a los requisitos esenciales siguientes: Aprovechamiento eficiente de la tierra y su uso racional;y, Sostenibilidad ambiental, observando las disposiciones legales ambientales vigentes. Ambos requisitos son indivisibles y deben observarse en forma conjunta.

## Paraguay en el contexto internacional
Paraguay posee una economía  liberalizada y uno de los pilares básicos de la economía de este país es el comercio. Aunque sea miembro del Mercosur irónicamente alrededor del 60% de las exportaciones tienen como destino países fuera de dicho bloque. Los principales sectores exportadores son la agricultura (el mayor exportador de soja del mundo) y la ganadería (gran volumen de carne de vacuno). Observando los datos macroeconómicos, es destacable la evolución de su producto interior bruto que en el período 2000-2011 ha visto incrementado su valor un 237%, del mismo modo la renta per cápita se incrementó un 168% en el mismo período. En la siguiente tabla se muestran los principales datos macroeconómicos.
| Indicador                               | Valor                                              | Posición en el mundo                                          | Incremento                                                                               |
| --------------------------------------- | -------------------------------------------------- | ------------------------------------------------------------- | ---------------------------------------------------------------------------------------- |
| Producto interior bruto (nominal)       | 44.623.000.000 $ Fuente: FMI (2023)                | Países más ricos del mundo por PIB Puesto 91.º                | 7.071.265.792 $ en 2000 (incr: 237,7%) Fuente: Ficha de Paraguay en Banco Mundial.       |
| Superficie                              | 406.750 km² Fuente: Banco Mundial (2010)           | Países más extensos del mundo Puesto 59.º                     | 406.750 km² en 2008 (incr: 0%) Fuente: Ficha de Paraguay en Banco Mundial.               |
| Población                               | 6.109.644 personas Fuente: INE (2022)              | Países más poblados del mundo Puesto 101.º                    | 5.346.267 personas en 2000 (incr: 14,3%) Fuente: Ficha de Paraguay en Banco Mundial.     |
| Emisiones de CO2                        | 0,7 toneladas Fuente: Banco Mundial (2009)         | Países con mayores emisiones de CO2 Puesto 140.º              | 0,689 toneladas en 2000 (incr: 1,6%) Fuente: Ficha de Paraguay en Banco Mundial.         |
| Renta per cápita                        | 7.162 $ Fuente: FMI (2023)                         | Países con mayor Renta Per Cápita Puesto 76.º                 | 1350 $ en 2000 (incr: 168,8%) Fuente: Ficha de Paraguay en Banco Mundial.                |
| Tasa de natalidad                       | 1,95 hijos por mujer INE Paraguay (2024)           | Paraguay - Evolución de la población estimada, 2024-2050      | 3,64 personas en 2000 (incr: -20,3%) Fuente: Ficha de Paraguay en Banco Mundial.         |
| Crecimiento económico                   | 4,5 % Fuente: Banco Mundial (2023)                 | Economías de mayor crecimiento Puesto 88.º                    | -3,35 % en 2000 (incr: 219,4%) Fuente: Ficha de Paraguay en Banco Mundial.               |
| % usuarios Internet                     | 76 % Fuente: Banco Mundial (2022)                  | Países con mayor tasa de usuarios de Internet Puesto 113.º    | 0,75 % en 2000 (incr: 3086,7%) Fuente: Ficha de Paraguay en Banco Mundial.               |
| Promedio de días para crear una empresa | 35 días Fuente: Banco Mundial (2011)               | Países más rápidos para montar una empresa Puesto 44.º        | 74 días en 2003 (incr: -52,7%) Fuente: Ficha de Paraguay en Banco Mundial.               |
| Consumo de energía por habitante        | 699 kilogramos Fuente: Banco Mundial (2008)        | Países con mayor consumo de energía por habitante Puesto 96.º | 722,75 kilogramos en 2000 (incr: -3,3%) Fuente: Ficha de Paraguay en Banco Mundial.      |
| Terreno dedicado a agricultura          | 52,6 % Fuente: Banco Mundial (2009)                | Países con más terreno dedicado a la agricultura Puesto 61.º  | 58,07 % en 2000 (incr: -9,4%) Fuente: Ficha de Paraguay en Banco Mundial.                |
| Potencia eléctrica consumida            | 1.134 kilovatios-hora Fuente: Banco Mundial (2010) | Países con más potencia eléctrica consumida Puesto 65.º       | 880,24 kilovatios-hora en 2000 (incr: 28,8%) Fuente: Ficha de Paraguay en Banco Mundial. |
| Superficie forestal                     | 175.820 km² Fuente: Banco Mundial (2010)           | Países con mayor superficie forestal Puesto 33.º              | 193.680 km² en 2000 (incr: -9,2%) Fuente: Ficha de Paraguay en Banco Mundial.            |
| Carreteras pavimentadas                 | 62 % Fuente: MOPC (2018)                           | Países con más carreteras pavimentadas Puesto 81.º            | 62 % en 2018 (incr: 0%) Fuente: Ministerio de obras públicas y comunicaciones.           |
| Índice de Competitividad Global         | 53,6 Fuente: Foro Económico Mundial (2019)         | Países más competitivos Puesto 97.º                           | 3,33 en 2007 (incr: 10,2%) Fuente: Ficha de Paraguay en Foro Económico Mundial.          |